# Dichrorampha dentivalva
Dichrorampha dentivalva is een vlinder uit de familie bladrollers (Tortricidae). De wetenschappelijke naam is voor het eerst geldig gepubliceerd in 1996 door Huemer.
De soort komt voor in Europa.